# Surendra quercetorum
Surendra quercetorum är en fjärilsart som beskrevs av Moore 1857. Surendra quercetorum ingår i släktet Surendra och familjen juvelvingar. Inga underarter finns listade i Catalogue of Life.

## Bildgalleri

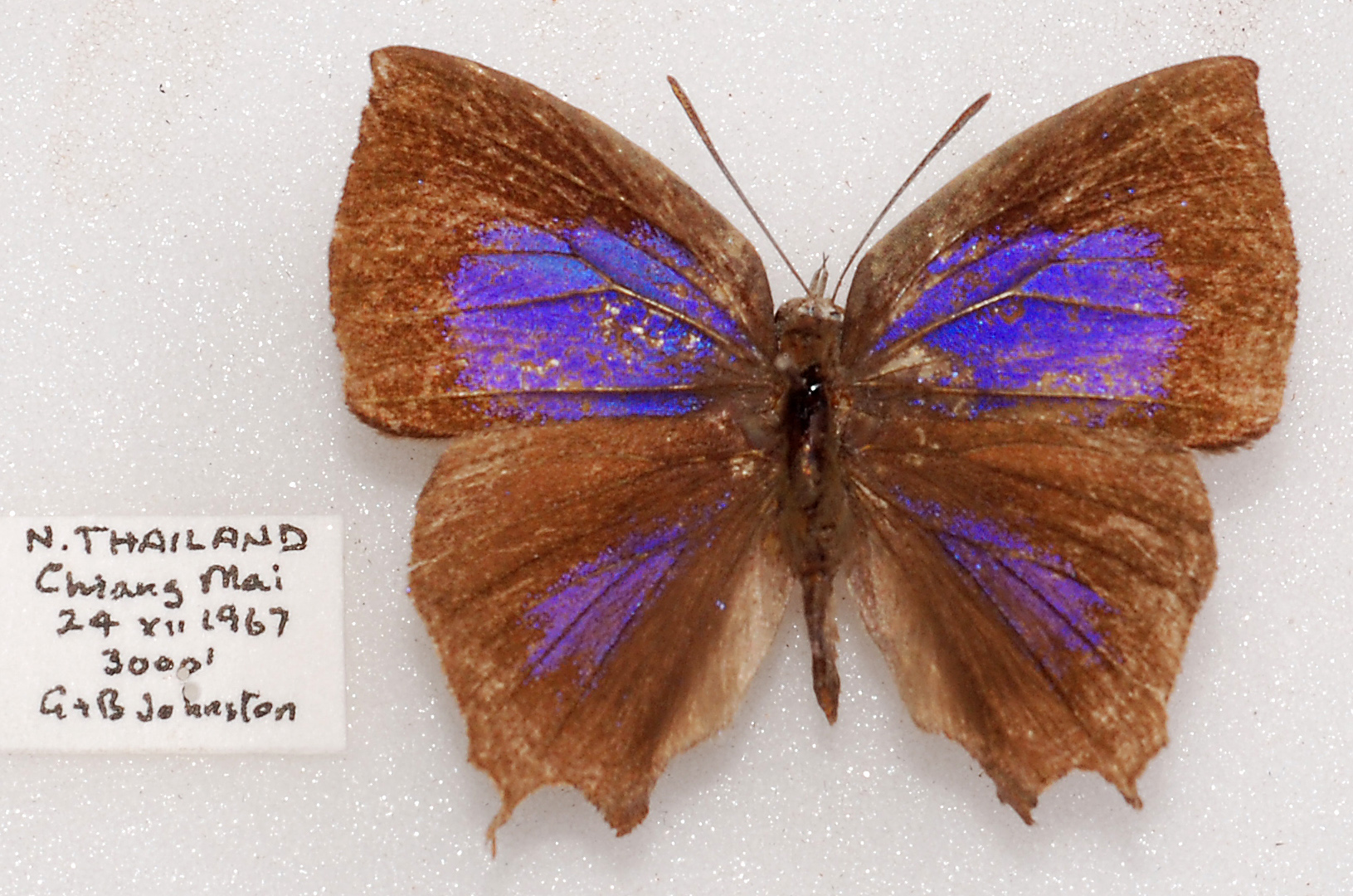
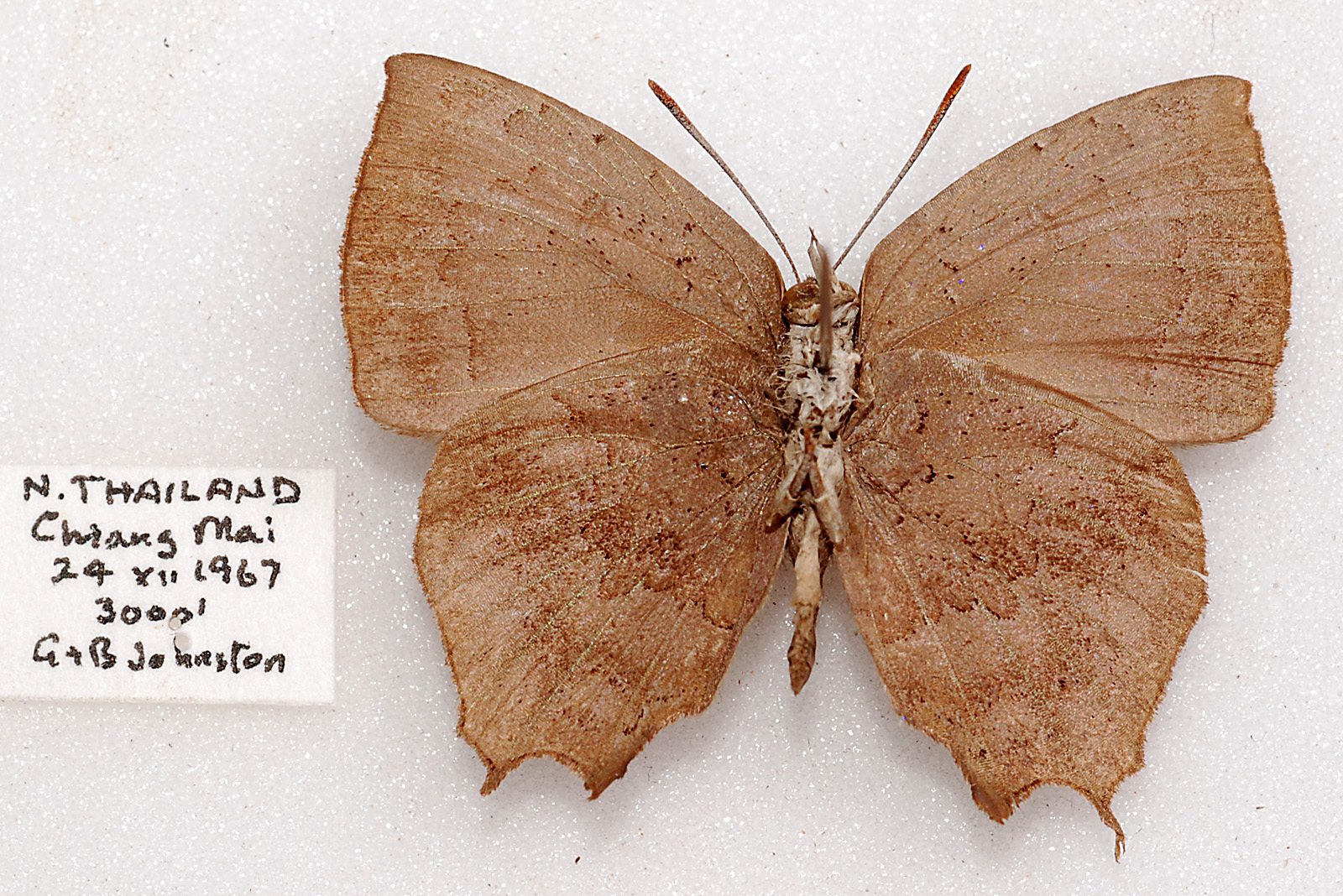